# Заклічин (Мисленицький повіт)
Заклічин (пол. Zakliczyn) — село в Польщі, у гміні Сеправ Мисленицького повіту Малопольського воєводства.
Населення — 2067 осіб (2011).
У 1975-1998 роках село належало до Краківського воєводства.

## Демографія
Демографічна структура станом на 31 березня 2011 року:
|          | Загалом | Допрацездатний вік | Працездатний вік | Постпрацездатний вік |
| -------- | ------- | ------------------ | ---------------- | -------------------- |
| Чоловіки | 1035    | 266                | 695              | 74                   |
| Жінки    | 1032    | 242                | 624              | 166                  |
| Разом    | 2067    | 508                | 1319             | 240                  |